# Арсениево-Маслянская Одигитриевская пустынь
Арсениево-Маслянская Одигитриевская пустынь — бывшая мужская монастырская община около Вологды.
Начало пустыни ведётся с 1610 года, когда, согласно преданию, на речке Бабайке в Маслянской волости Вологодского уезда Вологодской губернии была поставлен часовня. После 1613 года Артемий Логинов, которому трижды было видение часовни до её постройки, подал царю Михаилу Фёдоровичу челобитную с просьбой разрешить священникам из ближайших церквей служить молебны в часовне Одигитрии новоявленной. Постригшись в монашество с именем Арсений, рядом с часовней он построил церковь. В 1622 году на территории Арсениево-Маслянской пустыни кроме церкви и часовни было 5 келий. Арсений, первый строитель пустыни, управлял общиной до своей кончины и в 1646 году его сменил игумен Даниил. В 1690 году на территории пустыни стояли две деревянные церкви: холодная Одигитриевская с приделом Николая чудотворца и надвратная Ризоположенская.
В XVIII веке пустынь была приписана к Спасо-Прилуцкому монастырю. В 1732 году в ней было только два инока. В 1747 году вместо обветшавшей была построена новая Одигитриевская церковь. В 1764 году пустынь, в которой проживали строитель и 3 бельца, была упразднена; Одигитриевская церковь была приписана к Борисо-Глебской Маслянской церкви. В 1784 году прихожанами была построена здесь тёплая Вознесенская церковь.
В XIX веке, в 1819 году церкви были приписаны к Вологодскому кафедральному собору. В 1822 году Синод решил: тёплую Вознесенскую церковь оставить за собором, а холодную ветхую Одигитриевскую уничтожить, а её клиру оставаться на месте до смерти престарелого священника. В 1844 году Вознесенская церковь вновь приписана к Борисо-Глебской Маслянской церкви, а вместо ветхой (так и неуничтоженной) Одигитриевской церкви построена новая; помещица Кокошкина наняла двух старых заштатных священников и платила им жалование. В 1858 году Вознесенская церковь сгорела от грозы теплая; в 1859 году к холодной Одигитриевской церкви был пристроен тёплый Николаевский придел. В 1861 году Арсениево-Маслянская пустынь была приписана к Свято-Духову монастырю. В 1883 году к Одигитриевской церкви пристроена колокольня. В 1890 году над мощами основателя монаха Арсения и первого иеромонаха Иннокентия была построена новая деревянная часовня на каменном фундаменте.
В 1910 году была сооружена деревянная ограда с 4-мя угловыми башнями и 4-мя воротами со всех сторон. В 1916 году на территории пустыни находились Одигитриевская церковь с приделом Николая Чудотворца и часовня. Стояли три жилых дома: для рабочих (построен в 1897 году), для монахов — с кухней, трапезной и просфорней (построен в 1899 году), для богомольцев (построен в 1912 году). Территория пустыни и прилегающие к ней пашня, луга и лес занимали площадь 272 десятины.
После революции 1917 года пустынь была закрыта; в 1918 году здесь расположился Сычевский исполком, и проживали четыре семьи коммунистов. Последнее учреждение на территории бывшей пустыни — Чёбсарский детский дом. В настоящее время на территории бывшей Арсениево-Маслянской Одигитриевской пустыни не осталось ни одного здания.